# 佩列佩尔金陨击坑

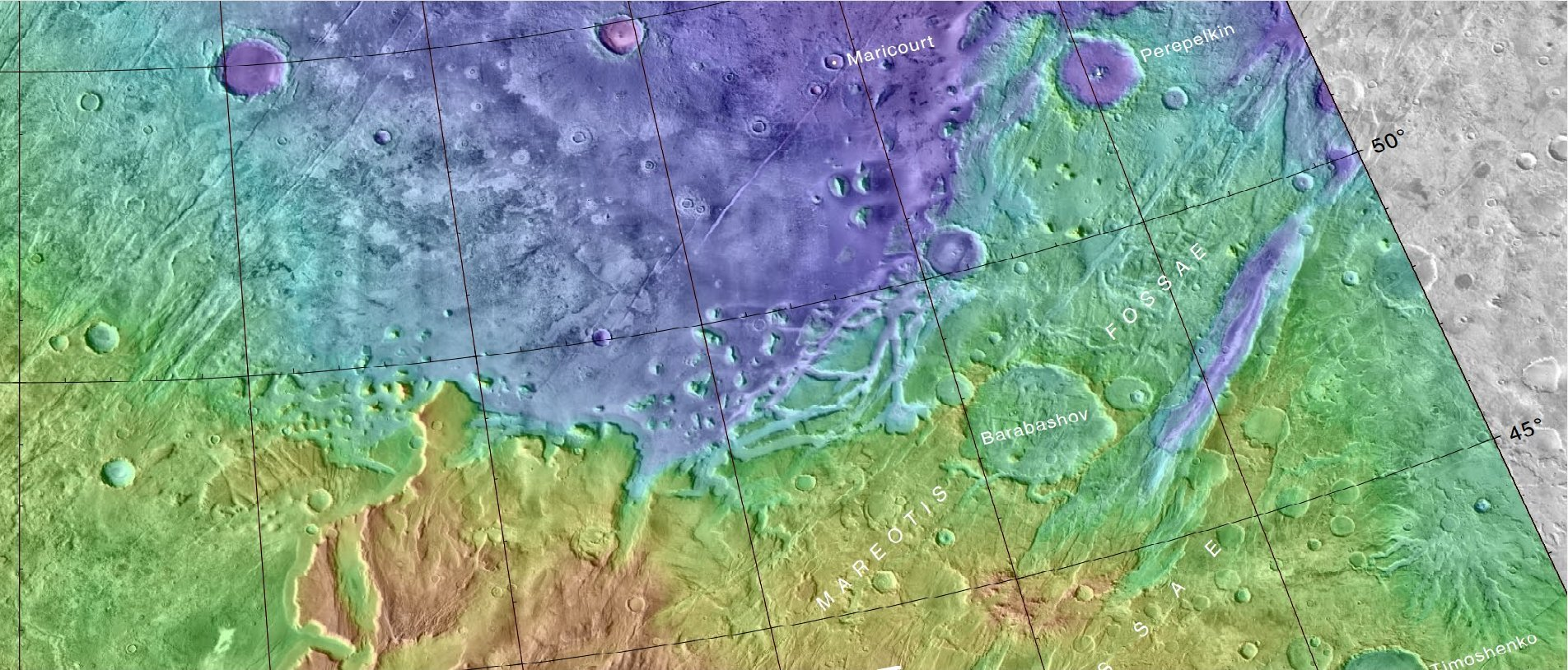
佩列佩尔金陨击坑及附近其他陨坑地图

佩列佩尔金陨击坑（Perepelkin）是火星阿耳卡狄亚区的一座撞击坑，其中心坐标位于北纬52.8度、西经64.6度处，直径77公里。该特征取名自前苏联天文学家叶夫根尼·雅科夫列维奇·佩列佩尔金（1906年-1940年），1973年被国际天文联合会行星系统命名工作组批准接受。 

## 描述
该陨坑大部分地区都蒙覆着一层覆盖物，据信这层覆盖物是不同气候时期从大气中飘落的含冰尘埃，在下面的图片中可看到覆盖层。此外，在覆盖层消失的某些地方，可看到河道。

### 覆盖层
研究人员注意到火星大部分区域都铺覆着一层平整的覆盖层。有些被侵蚀地区会露出下方粗糙的表面，而另一些地区则有多层覆盖层。人们普遍认为，覆盖层是富冰尘埃，为不同气候条件下从上空降落的覆冰尘埃颗粒。其富冰性质的证据是存在一些冰融化时仅数小时水流冲刷所形成沟壑。在高纬度地区，如米兰科维奇撞击坑周围，覆盖层较厚，可能含有圆形的扇贝状地形，它们被认为是由覆盖层中的冰升华所引起，现已经提出了数种模型来解释它们，有些情况下会有少量融化。

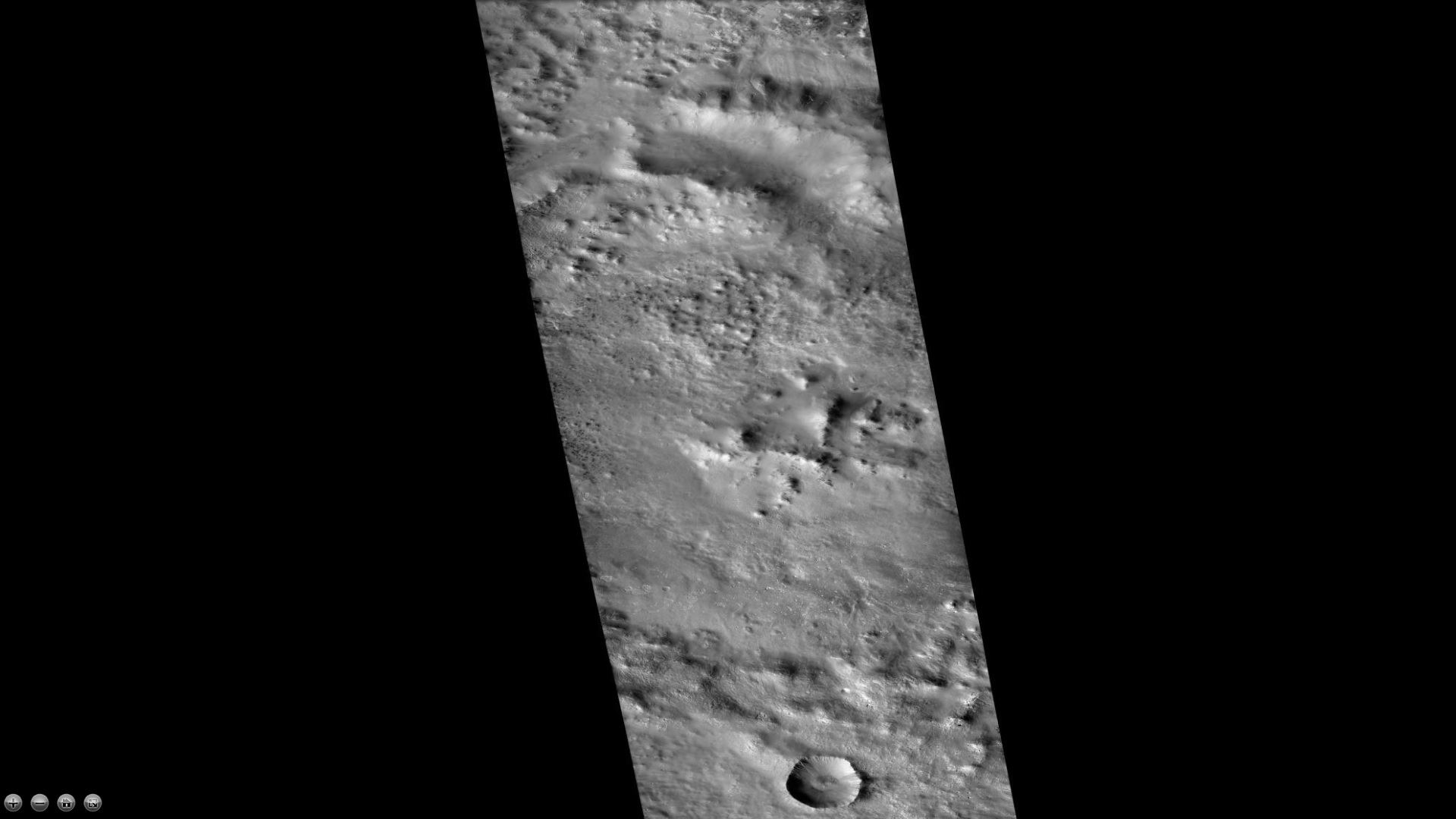
火星勘测轨道飞行器背景相机拍摄的佩列佩尔金陨击坑。
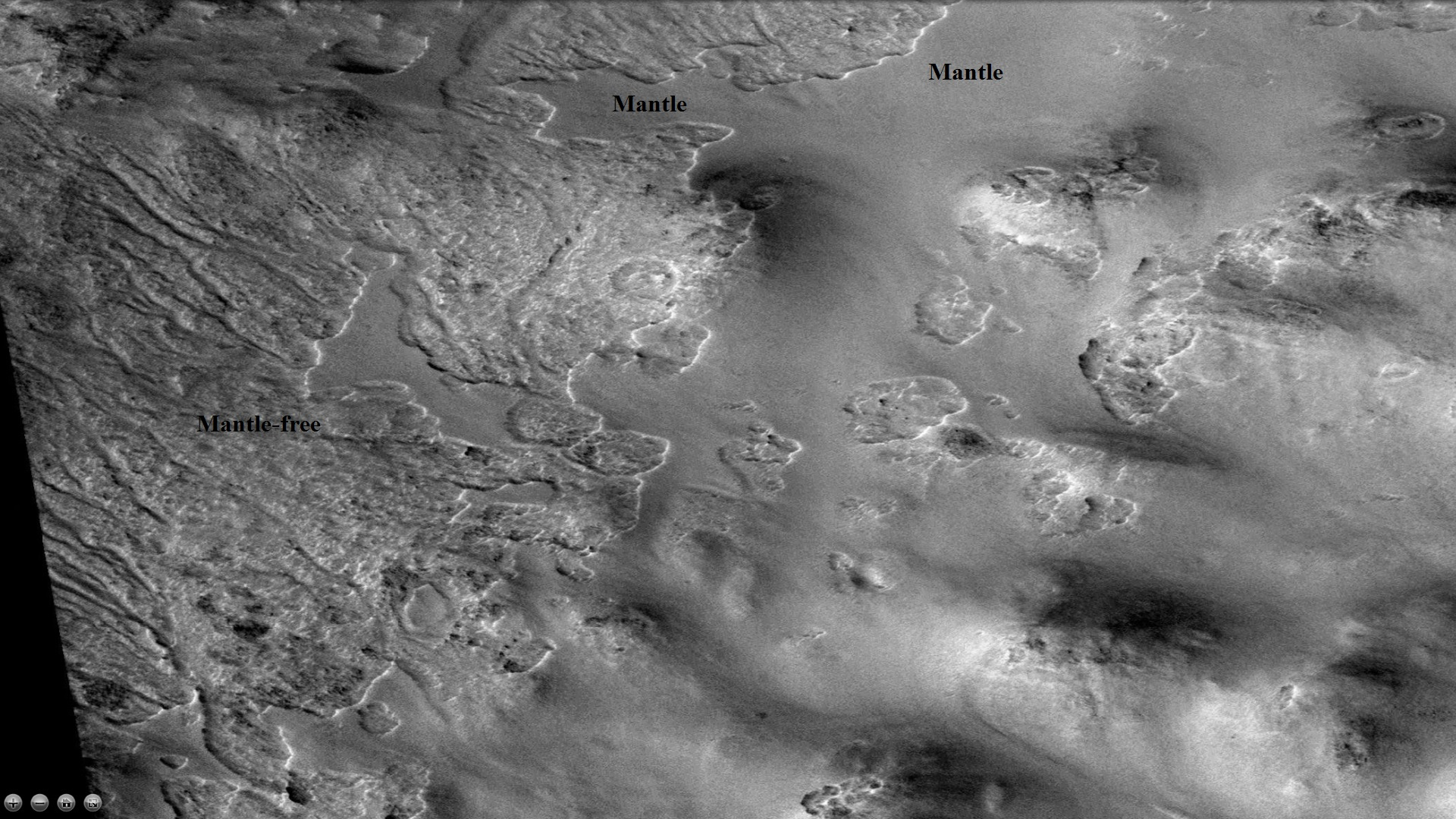
火星勘测轨道飞行器背景相机显示的河道和覆盖层，河道暴露在覆盖层消失的地方。

## 另请查看
- 火星撞击坑